# دومينيك بيجوتات
دومينيك بيجوتات (3 يناير 1961

 في تشاسينيول) (بالفرنسية: Dominique Bijotat)‏ لاعب كرة قدم فرنسي معتزل كان يجيد اللعب في خط الوسط وحاليا مدرب نادي الدرجة الثانية شاتورو الفرنسي منذ 2008 .
لعب بيجوتات في أندية موناكو (1976-1987) بوردو (1987-1988) موناكو مجددا (1988-1991) شاتورو (1991-1994) .
شارك بيجوتات مع منتخب فرنسا في 8 مباريات دولية من دون أن ينجح في تسجيل أي هدف في الفترة من 1982 إلى 1988 .
تولى بيجوتات تدريب أندية أجاكسيو (2002-2004) سوشو (2005-2006) .

## روابط خارجية
- دومينيك بيجوتات على موقع الاتحاد الدولي (مؤرشف)  (الإنجليزية)
- دومينيك بيجوتات على موقع قاعدة بيانات كرة القدم.إي يو (الإنجليزية)
- دومينيك بيجوتات على موقع ليكيب (الفرنسية)
- دومينيك بيجوتات على موقع ناشيونال فوتبول تيمز (الإنجليزية)
- دومينيك بيجوتات على موقع عالم كرة القدم.نت (الإنجليزية)
- دومينيك بيجوتات على موقع كووورة
- دومينيك بيجوتات على موقع اللجنة الأولمبية الدولية (الإنجليزية)
- دومينيك بيجوتات على موقع أوليمبيديا (الإنجليزية)